# William Henry Bell
William Henry Bell (St Albans (Engeland), 20 augustus 1873 – Gordonsbaai, 13 april 1946) was een Brits / Zuid-Afrikaans componist, dirigent en muziekprofessor die een groot deel van zijn leven doorbracht in Zuid-Afrika.
De componist die beter bekend is onder de naar W. H. Bell kreeg zijn muzikale opleiding van Frederick Corder aan de Royal Academy of Music en Charles Villiers Stanford aan de Royal College of Music, beide in Londen. Hij verdiende zijn geld met het bespelen van het kerkorgel in de All Saints Church in Londen, later werd hij professor harmonieleer aan de Academy waar hijzelf gestudeerd had. In 1912 verliet hij Engeland om zich in Kaapstad, Zuid-Afrika te vestigen. In 1919 begon hij aldaar aan de Universiteit van Kaapstad onderricht te geven. In 1935 ging hij met pensioen. In Kaapstad is de muziekbibliotheek naar hem genoemd.
Leerlingen van hem zijn: Hubert du Plessis, Stefans Grové en John Joubert.

## Oeuvre

### Opera
- Hippolytus (c.1914); muzikaal drama in 3 aktes; libretto naar Euripides
- Isabeau (1922–1924); fantasie in 1 akte
- The Mouse Trap (1928); opera in 1 akte; libretto naar The Sire de Maletroit's Door door Robert Lewis Stevenson
- Doctor Love (1930); opera in 1 akte; libretto naar Le Docteur amoureux door Molière
- The Wandering Scholar (1935); muzikale komedie in 1 akte; libretto door C. Bax
- The Duenna (1939); muzikale komedie in 3 aktes; libretto door Richard Brinsley Sheridan
- Romeo and Juliet (1939); onvoltooide opera

### Toneelmuziek
Bij Japanse Noh-spelen:
- Komachi (1925)
- Tsuneyo of the Three Trees (1926)
- Hatsuyuki (1934)
- The Pillow of Kantan (1935)
- Kageyiko (1936)

### Gelegenheidsmuziek
- Life's Measure (?1905–1908)
- A Vision of Delight (1906); muziek bij een toneelstuk van Ben Jonson

### Orkestwerken
- The Canterbury Pilgrims, Symfonische prelude (1896)
- The Pardoner's Tale, Symfonisch gedicht  (1898)
- Symfonie nr. 1 Walt Whitman in c-mineur (1899)
- A Song of the Morning, Symfonische prelude (1901)
- Mother Carey, Symfonische gedicht  (1902)
- Epithalamium, Serenade voor orkest(1904)
- Agamemnon, Symfonische prelude (1908)
- Love among the Ruins, Symfonisch gedicht  (1908)
- Arcadian Suite (ca.1908)
- Danse du tambour (1909)
- The Shepherd, Symfonisch gedicht  (1910)
- La fée des sources, Symfonisch gedicht  (1912)
- Prelude (1912)
- Staines Morrice Dance (1912)
- Symfonische Variaties (1915)
- Symfonie nr. 2 in a-mineur (1918)
- Symfonie nr. 3 in F-majeur  (1918–1919)
- The Portal, Symfonisch gedicht  (1921)
- A Song of Greeting, Symfonisch gedicht  (1921)
- Veldt Loneliness (1921)
- In modo academico, Suite in c-mineur (1924)
- Symfonie nr. 4 A South African Symphony (1927)
- An English Suite (1929)
- Symfonie nr. 5 in f-mineur (1932)
- Aeterna munera, Symfonische fantasie (1941)
- Hamlet, 5 preludes (1942)

### Concerten
- Rosa Mystica, Concerto voor altviool en orkest (1916)

### Kamermuziek
- Piano Quintet (1894)
- Sonata in e-mineur voor viool en piano (1897)
- Cradle Song voor viool en piano (1901)
- Arab Love Song voor altviool en piano
- Cantilena voor altviool en piano
- Arabesque voor viool of altviool en piano (1904)
- Sonata in D-majeur  voor viool en piano (1918)
- Sonata in f-mineur voor viool en piano (ca.1925)
- Sonata in d-mineur voor klarinet of altviool en piano (1926)
- String Quartet in g-mineur (1926)
- Sonata voor cello en piano (1927)
- Strijkkwartet in F-majeur

### Werken voor piano
- The Witch's Daughter (1904)
- Chorale Variations (1940)
- 4 Elegiac Pieces (1940)

### Werken voor orgel
- Chants sans paroles (1901)
- Minuet en Trio in C-majeur  (1901)
- Postlude (Romance, Spring Song) (1902)

### Werken voor koor
- Hawke voor koor  en orkest(c.1895)
- Mag en Nunc (1895)
- Miserere Maidens voor solist, koor, orkest en orgel (1895)
- The Call of the Sea, Ode voor sopraan, koor en orkest (1902–1904)
- Hearken unto Me, Ye Holy Children, Anthem voor bariton solo en koor  (uitgegeven 1903)
- I Will Magnify Thee, O Lord, Anthem voor Pasen voor gemengd koor en orgel (uitgegeven 1903); Psalm 30
- St. Albans Pageant Music, July 1907 voor koor  en orkest(1907); tekst  door Charles Henry Ashdown
- The Baron of Brackley, Scotch Border Ballad voor koor  en orkest(1911)
- Maria assumpta voor sopraan, koor en orkest (1922)
- Prometheus Unbound voor koor  en orkest (1923–1924); tekst door Percy Bysshe Shelley
- Medieval Songs voor koor  en piano (1927–1928)
- Medieval Songs voor vrouwenkoor , strijkorkest en piano
  1. The Maiden That Is Makeless
  2. Mater ora filium
  3. The Flower of Jesse
  4. At Domys Day
  5. May in the Greenwood
  6. Twelve Oxen
- Dicitus philosophi voor koor  en orkest (1932?); tekst door Benjamin Farrington
- The Tumbler of Our Lady voor solisten, koor en orkest (1936)
- The Song of the Sinless Soul voor mezzosopraan, vrouwenkoor  en orkest (1944)
- Adonis voor sopraan, mezzosopraan, vrouwenkoor  en orkest (1945)

### Liederen
- The Rose enthe Lily voor stem en piano (1892)
- Songs of Youth enSpringtide voor stem en piano, Op.9 (1892–1896); tekst  door Robert Browning
  1. Summum Bonum
  2. Nay, but You, Who Do Not Love Her
- Serenade voor stem en piano (1896)
- Three Songs voor stem en piano (1896); tekst  uit Sonnets from the Portuguese door Elizabeth Barrett Browning
  1. Say Over Again
  2. If Thou Must Love Me
  3. I Lift My Heavy Heart
- Crabbed Age and Youth voor stem en piano (1898)
- Five Settings of E. Nesbit voor stem en piano (1898); tekst  door E. Nesbit
- Three Old English Songs voor stem en orkest
- Love's Farewell voor stem enpiano (1902)
- The Four Winds voor bariton en orkest(1903); tekst  door C.H. Luderz
- Six Love Lyrics voor baritone of atl en piano (1903); tekst  door William Ernest Henley
- Sing Heigh Ho! voor stem en piano (1903)
- Bhanavar the Beautiful, Liederencyclus voor stem en kamerensemble (1908)
- The Ballad of the Bird Bride voor bariton en orkest(1909); tekst  door Rosamund Marriott Watson
- The Little Corporal voor stem en piano (1912)
- Sappho, Song Cycle voor sopraan en orkest(1920, revised 1942)
- Claire de lune voor stem en piano (1925); tekst  door Paul Verlaine
- D'une prison voor stem en piano (1925?); tekst  door Paul Verlaine
- Que faudre-t'il a ce cœur voor stem en piano (1925); tekst  door Jean Moréas
- Four Medieval Songs voor stem en piano (1927)
- Four Medieval Songs voor stem en piano (1930)
- Twelve Blake Songs; tekst  door William Blake
  1. Spring
  2. Summer
  3. Autumn
  4. Winter
  5. To the Evening
  6. To Morning
  7. My Pretty Rose Tree
  8. The Fairy
  9. In a Myrtle Shade
  10. The Birds
  11. My Spectre around Me
  12. I Heard an Angel Singing